# Steinbrücke 12, 13 (Quedlinburg)

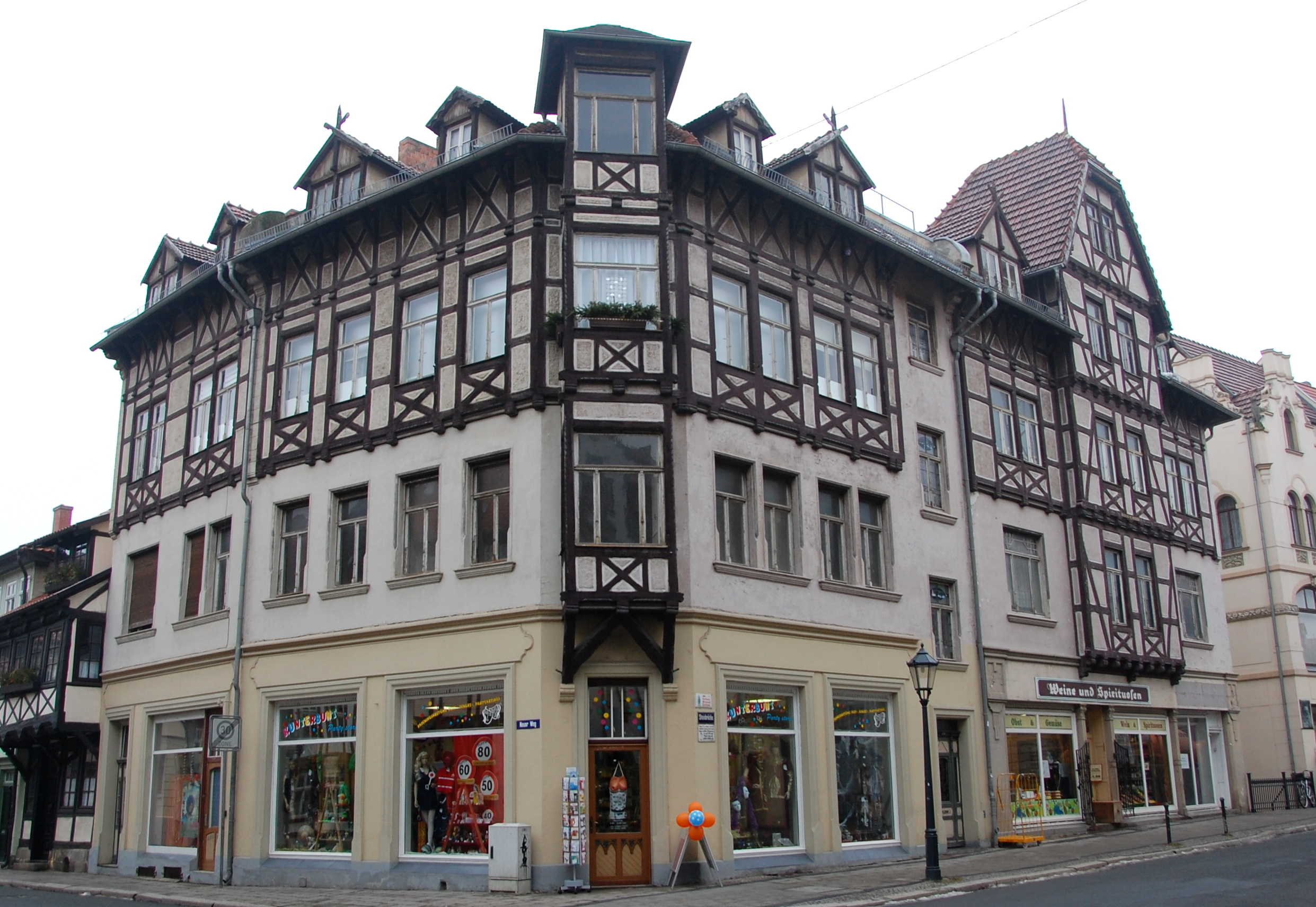
Haus Steinbrücke 12, 13, 2014

Das Haus Steinbrücke 12, 13 ist ein denkmalgeschütztes Gebäude in der Stadt Quedlinburg in Sachsen-Anhalt.

## Lage
Es befindet sich südlich des Quedlinburger Marktplatzes auf der Ostseite der Steinbrücke an der Einmündung des Neuen Wegs in einer Ecklage. Im Quedlinburger Denkmalverzeichnis ist es als Wohn- und Geschäftshaus eingetragen. 

## Architektur und Geschichte
Die Gebäude entstanden im Jahr 1903. Die Ecksituation wird durch einen schmalen Erker vor den oberen Geschossen betont. Darüber hinaus besteht ein an einen Risalit erinnernder Erker. Die oberen Gebäudeteile sind mit einem reich ausgestaltetem Zierfachwerk geschmückt.
Das Treppenhaus des Hauses Nummer 12 ist mit farbig gestalteten Bleiverglasungen versehen.